# Eleições estaduais no Rio de Janeiro em 1954
As eleições estaduais no Rio de Janeiro em 1954 ocorreram em 3 de outubro assim como as eleições gerais no Distrito Federal, em 20 estados e nos territórios federais do Acre, Amapá, Rondônia e Roraima. Foram eleitos o governador Miguel Couto Filho, o vice-governador Roberto Silveira, os senadores Paulo Fernandes e Tarcísio Miranda, além de 17 deputados federais e 54 deputados estaduais.

## Resultado da eleição para governador
O Tribunal Superior Eleitoral informa que foram apurados 518.827 votos nominais.
| Candidatos a governador do estado     | Candidatos a vice-governador | Número | Coligação                                  | Votação | Percentual |
| ------------------------------------- | ---------------------------- | ------ | ------------------------------------------ | ------- | ---------- |
| Miguel Couto Filho PSD                | Ver abaixo -                 | -      | PSD, PTB, PTN, PR                          | 248.562 | 47,91%     |
| Pereira Pinto UDN                     | Ver abaixo -                 | -      | Aliança Popular Fluminense (UDN, PDC, PRP) | 182.952 | 35,26%     |
| Brígido Tinoco PSB                    | Não havia -                  | -      | PSB (sem coligação)                        | 74.522  | 14,36%     |
| Daruiz Roses Paranhos de Oliveira PSP | Ver abaixo -                 | -      | PSP (sem coligação)                        | 12.791  | 2,47%      |

## Resultado da eleição para vice-governador
O Tribunal Superior Eleitoral informa que foram apurados 449.820 votos nominais.
| Candidatos a governador do estado | Candidatos a vice-governador   | Número | Coligação           | Votação | Percentual |
| --------------------------------- | ------------------------------ | ------ | ------------------- | ------- | ---------- |
| Ver acima -                       | Roberto Silveira PTB           | -      | PSD, PTB, PTN       | 267.681 | 59,51%     |
| Ver acima -                       | Horácio de Carvalho Júnior UDN | -      | UDN, PDC, PRP, PR   | 171.794 | 38,19%     |
| Ver acima -                       | Walter Peixoto PSP             | -      | PSP (sem coligação) | 10.345  | 2,30%      |

## Resultado da eleição para senador
O Tribunal Superior Eleitoral informa que foram apurados 844.963 votos nominais.
| Candidatos a senador da República | Candidatos a suplente de senador | Número | Coligação                                  | Votação | Percentual |
| --------------------------------- | -------------------------------- | ------ | ------------------------------------------ | ------- | ---------- |
| Paulo Fernandes PTB               | Ver abaixo -                     | -      | PSD, PTB, PTN, PR                          | 279.507 | 33,08%     |
| Tarcísio Miranda PSD              | Ver abaixo -                     | -      | PSD, PTB                                   | 242.478 | 28,70%     |
| Abelardo Mata UDN                 | Ver abaixo -                     | -      | Aliança Popular Fluminense (UDN, PDC, PRP) | 166.657 | 19,72%     |
| Paulo Bruno Brito de Araújo UDN   | Ver abaixo -                     | -      | Aliança Popular Fluminense (UDN, PDC, PRP) | 137.900 | 16,32%     |
| Murilo César dos Santos PSP       | Ver abaixo -                     | -      | PSP (sem coligação)                        | 18.421  | 2,18%      |

## Resultado da eleição para suplente de senador
O Tribunal Superior Eleitoral informa que foram apurados 768.567 votos nominais.
| Candidatos a senador da República | Candidatos a suplente de senador | Número | Coligação                                  | Votação | Percentual |
| --------------------------------- | -------------------------------- | ------ | ------------------------------------------ | ------- | ---------- |
| Ver acima -                       | Arlindo Rodrigues PSD            | -      | PSD, PTB                                   | 251.477 | 32,72%     |
| Ver acima -                       | Lutterbach Nunes PTB             | -      | PSD, PTB, PTN, PR                          | 247.296 | 32,18%     |
| Ver acima -                       | Mário Carvalho de Vasconcelos PR | -      | PR (avulso)                                | 134.812 | 17,54%     |
| Ver acima -                       | Norberto Marques Guimarães UDN   | -      | Aliança Popular Fluminense (UDN, PDC, PRP) | 118.281 | 15,39%     |
| Ver acima -                       | José Fontes Torres PSD           | -      | PSD (avulso)                               | 14.383  | 1,87%      |
| Ver acima -                       | Jair Ferreira da Rocha PSP       | -      | PSP (sem coligação)                        | 2.318   | 0,30%      |

## Deputados federais eleitos
São relacionados os candidatos eleitos com informações complementares da Câmara dos Deputados.

Representação eleita
  PSD: 6
  UDN: 6
  PTB: 5

Fonteː
| Deputados federais eleitos | Partido | Votação | Percentual | Cidade onde nasceu      | Unidade federativa |
| Tenório Cavalcanti         | UDN     | 42.060  |            | Palmeira dos Índios     | Alagoas            |
| Celso Peçanha              | PTB     | 31.332  |            | Campos dos Goytacazes   | Rio de Janeiro     |
| Getúlio de Moura           | PSD     | 30.862  |            | Itaguaí                 | Rio de Janeiro     |
| Prado Kelly                | UDN     | 23.919  |            | Niterói                 | Rio de Janeiro     |
| Agenor Barcelos Feio       | PSD     | 22.682  |            | São Borja               | Rio Grande do Sul  |
| Saturnino Braga            | PSD     | 19.253  |            | Campos dos Goytacazes   | Rio de Janeiro     |
| Alberto Torres             | UDN     | 16.497  |            | Niterói                 | Rio de Janeiro     |
| Augusto de Gregório        | PTB     | 15.185  |            | Paraíba do Sul          | Rio de Janeiro     |
| Carlos Pinto Filho         | PSD     | 15.075  |            | Porciúncula             | Rio de Janeiro     |
| Edilberto Castro           | UDN     | 13.951  |            | Quissamã                | Rio de Janeiro     |
| José Alves                 | PTB     | 13.605  |            | Campos dos Goytacazes   | Rio de Janeiro     |
| Raimundo Padilha           | UDN     | 13.314  |            | Fortaleza               | Ceará              |
| Aarão Steinbruch           | PTB     | 13.306  |            | Santa Maria             | Rio Grande do Sul  |
| José Pedroso               | PSD     | 13.022  |            | Salvador                | Bahia              |
| Arino de Matos             | PSD     | 11.486  |            | Araruama                | Rio de Janeiro     |
| Bartolomeu Lisandro        | UDN     | 9.878   |            | Campos dos Goytacazes   | Rio de Janeiro     |
| Jonas Bahiense             | PTB     | 8.916   |            | Cachoeiro de Itapemirim | Espírito Santo     |

## Deputados estaduais eleitos
No Rio de Janeiro foram eleitos 54 deputados estaduais.
| Deputados estaduais eleitos   | Partido | Votação | Percentual | Cidade onde nasceu    | Unidade federativa |
| Irineu José de Souza          | PSB     | 9.609   |            |                       |                    |
| José Haddad                   | PSD     | 8.767   |            | Nova Iguaçu           | Rio de Janeiro     |
| Luís Guimarães                | UDN     | 6.084   |            |                       |                    |
| Lucas de Andrade Figueira     | PSD     | 5.971   |            |                       |                    |
| Rubens Tinoco Ferraz          | PSD     | 5.525   |            |                       |                    |
| Jayme Justo da Silva          | PSD     | 5.485   |            |                       |                    |
| Vasconcelos Torres            | PSD     | 5.067   |            | Campos dos Goytacazes | Rio de Janeiro     |
| Simão Mansur                  | UDN     | 4.828   |            |                       |                    |
| Adolfo Oliveira               | UDN     | 4.771   |            | Petrópolis            | Rio de Janeiro     |
| Moacir Azevedo                | PSD     | 4.544   |            | Cambuci               | Rio de Janeiro     |
| João Antônio Camerano         | PSD     | 4.385   |            |                       |                    |
| Pedro Gomes da Silva          | PSD     | 4.365   |            |                       |                    |
| Togo de Barros                | PSD     | 4.352   |            | Campos dos Goytacazes | Rio de Janeiro     |
| Emanuel Pereira das Neves     | PSD     | 4.304   |            |                       |                    |
| Silas Silveira                | PSD     | 4.295   |            |                       |                    |
| Dante Laginestra              | PSD     | 4.101   |            |                       |                    |
| Egydio de Mendonça Thurler    | PTB     | 4.060   |            |                       |                    |
| José Kezen                    | PSD     | 4.045   |            |                       |                    |
| Afonso Celso                  | PSD     | 3.999   |            | Campos dos Goytacazes | Rio de Janeiro     |
| Geraldo Reis                  | PSB     | 3.884   |            |                       |                    |
| Theodoro Gouvêa de Abreu      | PSD     | 3.867   |            |                       |                    |
| Aécio Nanci                   | PSP     | 3.841   |            |                       |                    |
| Miguel Couto Neto             | PSD     | 3.837   |            |                       |                    |
| Ângelo Pinheiro Bitencourt    | PTB     | 3.697   |            |                       |                    |
| Braulino de Matos Reis        | PTB     | 3.597   |            |                       |                    |
| Francelino Bastos França      | PSD     | 3.583   |            |                       |                    |
| Eugênio Leite Lima            | UDN     | 3.508   |            |                       |                    |
| José Sally                    | PSD     | 3.460   |            |                       |                    |
| Margarida de Andrade Leal     | PSD     | 3.430   |            |                       |                    |
| Saramago Pinheiro             | UDN     | 3.391   |            | Niterói               | Rio de Janeiro     |
| Luiz de Almeida Pinto         | PTB     | 3.388   |            |                       |                    |
| Jarbas Lopes                  | PSD     | 3.385   |            |                       |                    |
| José Bernardo da Silva        | PTB     | 3.358   |            |                       |                    |
| Osmar Serpa de Carvalho       | UDN     | 3.306   |            |                       |                    |
| Nelson Martins                | PSP     | 3.218   |            |                       |                    |
| José Augusto da Câmara Tôrres | PSP     | 3.190   |            |                       |                    |
| Paiva Muniz                   | PTB     | 3.169   |            | Macaé                 | Rio de Janeiro     |
| Edésio Nunes                  | PTB     | 3.101   |            | Niterói               | Rio de Janeiro     |
| Raul Travassos da Rosa        | UDN     | 3.099   |            |                       |                    |
| Oswaldo Luiz Gomes            | PTB     | 3.074   |            |                       |                    |
| Jayme de Siqueira Bitencourt  | PTB     | 2.972   |            |                       |                    |
| Cordolino Ambrósio            | PTB     | 2.962   |            | Miracema              | Rio de Janeiro     |
| Antônio Carlos Sá Rêgo        | UDN     | 2.909   |            |                       |                    |
| Sebastião Faria               | UDN     | 2.853   |            |                       |                    |
| Carlos Quintella              | UDN     | 2.835   |            |                       |                    |
| Dayl de Almeida               | PDC     | 2.763   |            | Rio de Janeiro        | Rio de Janeiro     |
| Hipólito da Silva Pôrto       | PTB     | 2.748   |            |                       |                    |
| Teotônio Araújo               | PDC     | 2.739   |            | Campos dos Goytacazes | Rio de Janeiro     |
| Edgard Pereira da Silva Pôrto | PR      | 2.476   |            |                       |                    |
| Inácio Bezerra de Menezes     | PR      | 2.461   |            |                       |                    |
| Oscar Pereira da Fonseca      | PSP     | 2.391   |            |                       |                    |
| Roger Malhardes               | PSP     | 2.353   |            | Rio de Janeiro        | Rio de Janeiro     |
| João Rodrigues de Oliveira    | PSB     | 2.081   |            |                       |                    |
| Roosevelt de Oliveira         | PDC     | 2.030   |            |                       |                    |